# 四方恭子
四方 恭子（しかた きょうこ、1957年〈昭和32年〉12月22日 - ）は、日本のヴァイオリニスト。

## 略歴

### 大学時代まで
1957年（昭和32年）12月22日、兵庫県神戸市で生まれ、芦屋市で育つ。
向かいの家のお姉さんがスズキ・メソードの教室に通っており、その母親が習わないかと誘った事で、引っ込み思案な子供だった四方にも、楽器をやれば友達ができるかもしれないと考えた四方の母により、4歳からヴァイオリンを始めた。小学2年生の頃に、2つのヴァイオリンのための協奏曲を弾いたのが、とても楽しかった。小学3年生でスズキ・メソードを離れてからは、高校時代まで個人の先生に習う。小学校高学年の頃、相愛音楽教室のオーケストラに参加した際、年上の男女がスッと立ってチューニングのAを弾いているのを目にし「かっこいい。私もあれがやりたい」と思う。
地元の兵庫県立芦屋高等学校に進学するが、その時までは音楽の道へ進もうとは考えていなかった。高校2年生が終わりる頃、父の転勤のため家族が香港へ引越さねばならない事になり、香港へ付いて行くのか日本で高校を卒業し大学へ行くのかの決断を迫られ、その際なぜか「ヴァイオリンで大学へ行こう。目指すなら東京芸術大学だ」と思い込み決心。高校3年生からおばあさんの家で暮らし、個人の先生のレッスンを受けるために月に1回ほど東京都へ通い、ピアノやソルフェージュも改めてやり直す。
1976年（昭和51年）、東京芸術大学に入学し岩崎吉三に師事する。入学したものの、周りは上手な者ばかりで東京の言葉にも慣れず、自信を失い大学を辞めようかと思い詰める。大学に通いながら喫茶店のような店でアルバイトをしていた際、演劇の脚本を書くなど芸術に関心の深い人物である店のマスターから、「あなたは助走すればもっと高く跳べる」と励まして貰い、試しに朝から晩まで弾き練習を行った結果、大学2年生の時に第46回・NHK毎日音楽コンクールの1次審査を通過し、2次審査は通過できなかったものの自信になる。1978年（昭和53年）には第47回・NHK毎日音楽コンクールのヴァイオリン部門で入選。大学のオーケストラで弾くのも楽しくなってくる。
1980年（昭和55年）、景山誠治、波木井賢、後に東京交響楽団ソロ首席奏者や防府音楽祭の音楽監督となるチェリストの田中雅弘も含めた東京芸術大学の仲間4人で、第1回・霧島国際音楽祭の講習会であるマスタークラスに参加し、仲間4人のカルテットに音楽監督のゲルハルト・ボッセから「東京ブラームス・クヮルテット」という名前を付けて貰い、霧島国際音楽祭賞を受賞。同音楽祭には後に、コンサートへの出演、及び講習会のマスタークラスにおける講師として参加。1980年（昭和55年）、第3回・民音コンクール室内楽部門で第2位、及び齋藤秀雄賞を受賞するなど、コンクールにも参加。石井志都子、堀正文にも師事。

### ドイツ留学
1981年（昭和56年）、フライブルク音楽大学に留学。ヴォルフガング・マルシュナーに師事し、途中から師のアシスタントも務める。1982年（昭和57年）、第2回・ルートヴィヒ・シュポア国際ヴァイオリン・コンクールで第1位となる。1984年（昭和59年）、エリザベート王妃国際音楽コンクールでは第12位となる。フライブルク音楽大学では、ソリストコースを修了するまでの約6年在学。ケルン放送交響楽団のコンサートマスターでもあった師のマルシュナーに、ドイツのオーケストラに入りたいと相談したところ「南ドイツで過ごしてきたのだから、あまり北の方では無くケルンぐらいまでが良いと思うよ」と助言され、ちょうどコンサートマスターが空席だったケルン放送交響楽団のオーディションを受ける。
1987年（昭和62年）、オーディションに合格し、ケルン放送交響楽団のコンサートマスターとして入団。1990年（平成2年）には、同楽団の第1コンサートマスターに就任。同楽団とは、バルトークのヴァイオリン協奏曲 第1番、第2番等をはじめ、多数の録音を残す。1998年（平成10年）、イザイの無伴奏ヴァイオリンソナタ全曲演奏会をケルンで行い、その後に日本でも東京都で公演を行った他、1990年（平成12年）7月16日に札幌市のザ・ルーテルホールで行った演奏は録音され、1992年（平成14年）5月にアートユニオンからCD化されて日本で発売された。1998年（平成10年）1月には、イザイの無伴奏ヴァイオリンソナタ全曲演奏会を新たにケルンで行った。

### 帰国
2002年（平成14年）からは、アフィニス夏の音楽祭で音楽監督に就任し2018年（平成30年）まで務めており、2012年（平成24年）4月1日からは同音楽祭を運営するアフィニス文化財団の理事としても関わっている。
2003年（平成15年）、現役のうちに帰国すれば日本でも何か新しいことをできるかもしれない、22年ぶりに帰国し日本に拠点を移す。同年、京都市立芸術大学音楽学部においてヴァイオリンを専門とする弦楽専攻の助教授に就任し、2007年（平成19年）4月から准教授、2011年（平成23年）4月から教授となる。2011年（平成23年）4月から、京都市立芸術大学音楽学部音楽教育研究会による「京都子どもの音楽教室」に演奏アドバイザーとしても関与。令和4年度末となる2023年（令和5年）3月末で退任。2023年（令和5年）6月16日には、京都府立府民ホール アルティで退任記念コンサートも開催。2023年（令和5年）4月から名誉教授となった。
2005年（平成17年）より、兵庫芸術文化センター管弦楽団の創設に伴いコンサートマスターを務め、2022年（令和4年）6月12日の第134回定期演奏会での出演をもって退任した。
ある日、東京都交響楽団のソロ・コンサートマスターである矢部達哉から、電話で「会ってお話できませんか」と言われ、その後に同楽団の山本友重と2人で来訪し「コンサートマスターになってくれませんか」と依頼される。東京芸術大学に通っていた事もあり、上野にあるオーケストラということで元々親しみを感じていたため快諾し、2009年（平成21年）9月26日より、東京都交響楽団のソロ・コンサートマスターに就任。2023年（令和5年）3月28日にサントリーホールで行った公演「都響スペシャル」での出演をもって、同年3月末に勇退。
2009年（平成21年）11月、兵庫県文化賞を受賞。
2023年（令和5年）10月23日から広島交響楽団の特別客演コンサートマスターに就任。
ソリストとしては、ヨーロッパや日本国内の様々なオーケストラと共演しており、2003年（平成15年）の帰国後はフランクフルト放送交響楽団、ソフィア・フィルハーモニー管弦楽団、スロヴァキア・フィルハーモニー管弦楽団、NHK交響楽団、札幌交響楽団、京都市交響楽団、群馬交響楽団、日本センチュリー交響楽団、大阪交響楽団等のオーケストラと共演。室内楽の演奏会でも、1997年（平成9年）には、ケルンの音楽祭であるケルン・ムジーク・トリエンナーレ（ドイツ語: MusikTriennale Köln）で、アンドレ・プレヴィンとピアノトリオとして演奏し、2005年（平成17年）9月23日には、名古屋市において河野文昭、河野美砂子と共に演奏会を開催するなど、国内外の様々な音楽家達と共演している。霧島国際音楽祭、サイトウ・キネン・フェスティバル松本、オホーツク音楽祭など、様々な音楽祭にも参加し、講習会や演奏会を行う。
フォーバルスカラシップ・ストラディヴァリウス・コンクールの審査委員を務めた他、第1回・ひろしま国際平和文化祭における音楽部門のメイン事業である「ひろしまミュージックセッション」では、2022年（令和4年）8月11日と12日に開催された「次世代指揮者アカデミー&コンクール」の審査委員も務めた。

## 人物
M-1グランプリを観たり、お笑いの舞台を観に行くほど漫才が好きで、映画館で映画鑑賞をする事も好きである。酒をみんなで飲むのも好きで、ドイツに在住していた頃もよくビールを飲んでいた。
広島東洋カープのファン。
演奏家としては、あきらめず、くじけない事を心掛けている。短所は、思い切りが悪くウジウジとよく悩む事、人に言われた些細なことも気にしてしまう事であり、おっとりしているとよく言われるが、実は小心者で怖がりであり、想定外の事が起こると冷静さを保てない。

## 作品

### アルバム
- EUGENE YSAYE 6 Sonaten fur Violine solo op.27 in concert KYOKO SHIKATA Violine[注釈 3]（1992年5月、アートユニオン）
- FAGOTT KONZERTE BASSOON CONCERTOS（1996年6月20日、Capriccio）
- ベートーヴェン：スプリング・ソナタ（2000年7月14日、アートユニオン[注釈 4]）
- MENDELSSOHN Piano Concerto No.1 & Piano Solo Works（2009年9月30日、ソニー・ミュージック）
- モーツァルト:ヴァイオリン協奏曲第4番、第5番「トルコ風」（2012年11月21日、EXTON）
- 交響組曲「ドラゴンクエストX」目覚めし五つの種族[注釈 5]（2012年12月5日、キングレコード）
- strauss: Ein Heldenleben | Metamorphosen（2017年11月23日、Avie）